# 費爾內特峰
費爾內特峰（英語：Fernette Peak），是南極洲的山峰，位於杜費克海岸，屬於毛德王后山脈的一部分，海拔高度2,700米，美國地質調查局根據測量和美國海軍拍攝的空中照片繪入地圖，現時由南極條約體系管理。